# Взаимное нападение
Взаимное нападение — тема в шахматном этюде: фигура слабейшей стороны непрерывно преследует фигуру (фигуры) соперника, которые, в свою очередь, вынуждены нападать на неё; разновидность «вечного» нападения.

## Примеры
|   | a | b | c | d | e | f | g | h |   |
| - | --- | --- | --- | --- | --- | --- | --- | --- | - |
| 8 | a8 белый король · b8 чёрный конь · d8 белый конь · a7 белый слон · h7 чёрная пешка · d5 чёрная ладья · f2 белая пешка · g2 чёрный король | a8 белый король · b8 чёрный конь · d8 белый конь · a7 белый слон · h7 чёрная пешка · d5 чёрная ладья · f2 белая пешка · g2 чёрный король | a8 белый король · b8 чёрный конь · d8 белый конь · a7 белый слон · h7 чёрная пешка · d5 чёрная ладья · f2 белая пешка · g2 чёрный король | a8 белый король · b8 чёрный конь · d8 белый конь · a7 белый слон · h7 чёрная пешка · d5 чёрная ладья · f2 белая пешка · g2 чёрный король | a8 белый король · b8 чёрный конь · d8 белый конь · a7 белый слон · h7 чёрная пешка · d5 чёрная ладья · f2 белая пешка · g2 чёрный король | a8 белый король · b8 чёрный конь · d8 белый конь · a7 белый слон · h7 чёрная пешка · d5 чёрная ладья · f2 белая пешка · g2 чёрный король | a8 белый король · b8 чёрный конь · d8 белый конь · a7 белый слон · h7 чёрная пешка · d5 чёрная ладья · f2 белая пешка · g2 чёрный король | a8 белый король · b8 чёрный конь · d8 белый конь · a7 белый слон · h7 чёрная пешка · d5 чёрная ладья · f2 белая пешка · g2 чёрный король | 8 |
| 7 | a8 белый король · b8 чёрный конь · d8 белый конь · a7 белый слон · h7 чёрная пешка · d5 чёрная ладья · f2 белая пешка · g2 чёрный король | a8 белый король · b8 чёрный конь · d8 белый конь · a7 белый слон · h7 чёрная пешка · d5 чёрная ладья · f2 белая пешка · g2 чёрный король | a8 белый король · b8 чёрный конь · d8 белый конь · a7 белый слон · h7 чёрная пешка · d5 чёрная ладья · f2 белая пешка · g2 чёрный король | a8 белый король · b8 чёрный конь · d8 белый конь · a7 белый слон · h7 чёрная пешка · d5 чёрная ладья · f2 белая пешка · g2 чёрный король | a8 белый король · b8 чёрный конь · d8 белый конь · a7 белый слон · h7 чёрная пешка · d5 чёрная ладья · f2 белая пешка · g2 чёрный король | a8 белый король · b8 чёрный конь · d8 белый конь · a7 белый слон · h7 чёрная пешка · d5 чёрная ладья · f2 белая пешка · g2 чёрный король | a8 белый король · b8 чёрный конь · d8 белый конь · a7 белый слон · h7 чёрная пешка · d5 чёрная ладья · f2 белая пешка · g2 чёрный король | a8 белый король · b8 чёрный конь · d8 белый конь · a7 белый слон · h7 чёрная пешка · d5 чёрная ладья · f2 белая пешка · g2 чёрный король | 7 |
| 6 | a8 белый король · b8 чёрный конь · d8 белый конь · a7 белый слон · h7 чёрная пешка · d5 чёрная ладья · f2 белая пешка · g2 чёрный король | a8 белый король · b8 чёрный конь · d8 белый конь · a7 белый слон · h7 чёрная пешка · d5 чёрная ладья · f2 белая пешка · g2 чёрный король | a8 белый король · b8 чёрный конь · d8 белый конь · a7 белый слон · h7 чёрная пешка · d5 чёрная ладья · f2 белая пешка · g2 чёрный король | a8 белый король · b8 чёрный конь · d8 белый конь · a7 белый слон · h7 чёрная пешка · d5 чёрная ладья · f2 белая пешка · g2 чёрный король | a8 белый король · b8 чёрный конь · d8 белый конь · a7 белый слон · h7 чёрная пешка · d5 чёрная ладья · f2 белая пешка · g2 чёрный король | a8 белый король · b8 чёрный конь · d8 белый конь · a7 белый слон · h7 чёрная пешка · d5 чёрная ладья · f2 белая пешка · g2 чёрный король | a8 белый король · b8 чёрный конь · d8 белый конь · a7 белый слон · h7 чёрная пешка · d5 чёрная ладья · f2 белая пешка · g2 чёрный король | a8 белый король · b8 чёрный конь · d8 белый конь · a7 белый слон · h7 чёрная пешка · d5 чёрная ладья · f2 белая пешка · g2 чёрный король | 6 |
| 5 | a8 белый король · b8 чёрный конь · d8 белый конь · a7 белый слон · h7 чёрная пешка · d5 чёрная ладья · f2 белая пешка · g2 чёрный король | a8 белый король · b8 чёрный конь · d8 белый конь · a7 белый слон · h7 чёрная пешка · d5 чёрная ладья · f2 белая пешка · g2 чёрный король | a8 белый король · b8 чёрный конь · d8 белый конь · a7 белый слон · h7 чёрная пешка · d5 чёрная ладья · f2 белая пешка · g2 чёрный король | a8 белый король · b8 чёрный конь · d8 белый конь · a7 белый слон · h7 чёрная пешка · d5 чёрная ладья · f2 белая пешка · g2 чёрный король | a8 белый король · b8 чёрный конь · d8 белый конь · a7 белый слон · h7 чёрная пешка · d5 чёрная ладья · f2 белая пешка · g2 чёрный король | a8 белый король · b8 чёрный конь · d8 белый конь · a7 белый слон · h7 чёрная пешка · d5 чёрная ладья · f2 белая пешка · g2 чёрный король | a8 белый король · b8 чёрный конь · d8 белый конь · a7 белый слон · h7 чёрная пешка · d5 чёрная ладья · f2 белая пешка · g2 чёрный король | a8 белый король · b8 чёрный конь · d8 белый конь · a7 белый слон · h7 чёрная пешка · d5 чёрная ладья · f2 белая пешка · g2 чёрный король | 5 |
| 4 | a8 белый король · b8 чёрный конь · d8 белый конь · a7 белый слон · h7 чёрная пешка · d5 чёрная ладья · f2 белая пешка · g2 чёрный король | a8 белый король · b8 чёрный конь · d8 белый конь · a7 белый слон · h7 чёрная пешка · d5 чёрная ладья · f2 белая пешка · g2 чёрный король | a8 белый король · b8 чёрный конь · d8 белый конь · a7 белый слон · h7 чёрная пешка · d5 чёрная ладья · f2 белая пешка · g2 чёрный король | a8 белый король · b8 чёрный конь · d8 белый конь · a7 белый слон · h7 чёрная пешка · d5 чёрная ладья · f2 белая пешка · g2 чёрный король | a8 белый король · b8 чёрный конь · d8 белый конь · a7 белый слон · h7 чёрная пешка · d5 чёрная ладья · f2 белая пешка · g2 чёрный король | a8 белый король · b8 чёрный конь · d8 белый конь · a7 белый слон · h7 чёрная пешка · d5 чёрная ладья · f2 белая пешка · g2 чёрный король | a8 белый король · b8 чёрный конь · d8 белый конь · a7 белый слон · h7 чёрная пешка · d5 чёрная ладья · f2 белая пешка · g2 чёрный король | a8 белый король · b8 чёрный конь · d8 белый конь · a7 белый слон · h7 чёрная пешка · d5 чёрная ладья · f2 белая пешка · g2 чёрный король | 4 |
| 3 | a8 белый король · b8 чёрный конь · d8 белый конь · a7 белый слон · h7 чёрная пешка · d5 чёрная ладья · f2 белая пешка · g2 чёрный король | a8 белый король · b8 чёрный конь · d8 белый конь · a7 белый слон · h7 чёрная пешка · d5 чёрная ладья · f2 белая пешка · g2 чёрный король | a8 белый король · b8 чёрный конь · d8 белый конь · a7 белый слон · h7 чёрная пешка · d5 чёрная ладья · f2 белая пешка · g2 чёрный король | a8 белый король · b8 чёрный конь · d8 белый конь · a7 белый слон · h7 чёрная пешка · d5 чёрная ладья · f2 белая пешка · g2 чёрный король | a8 белый король · b8 чёрный конь · d8 белый конь · a7 белый слон · h7 чёрная пешка · d5 чёрная ладья · f2 белая пешка · g2 чёрный король | a8 белый король · b8 чёрный конь · d8 белый конь · a7 белый слон · h7 чёрная пешка · d5 чёрная ладья · f2 белая пешка · g2 чёрный король | a8 белый король · b8 чёрный конь · d8 белый конь · a7 белый слон · h7 чёрная пешка · d5 чёрная ладья · f2 белая пешка · g2 чёрный король | a8 белый король · b8 чёрный конь · d8 белый конь · a7 белый слон · h7 чёрная пешка · d5 чёрная ладья · f2 белая пешка · g2 чёрный король | 3 |
| 2 | a8 белый король · b8 чёрный конь · d8 белый конь · a7 белый слон · h7 чёрная пешка · d5 чёрная ладья · f2 белая пешка · g2 чёрный король | a8 белый король · b8 чёрный конь · d8 белый конь · a7 белый слон · h7 чёрная пешка · d5 чёрная ладья · f2 белая пешка · g2 чёрный король | a8 белый король · b8 чёрный конь · d8 белый конь · a7 белый слон · h7 чёрная пешка · d5 чёрная ладья · f2 белая пешка · g2 чёрный король | a8 белый король · b8 чёрный конь · d8 белый конь · a7 белый слон · h7 чёрная пешка · d5 чёрная ладья · f2 белая пешка · g2 чёрный король | a8 белый король · b8 чёрный конь · d8 белый конь · a7 белый слон · h7 чёрная пешка · d5 чёрная ладья · f2 белая пешка · g2 чёрный король | a8 белый король · b8 чёрный конь · d8 белый конь · a7 белый слон · h7 чёрная пешка · d5 чёрная ладья · f2 белая пешка · g2 чёрный король | a8 белый король · b8 чёрный конь · d8 белый конь · a7 белый слон · h7 чёрная пешка · d5 чёрная ладья · f2 белая пешка · g2 чёрный король | a8 белый король · b8 чёрный конь · d8 белый конь · a7 белый слон · h7 чёрная пешка · d5 чёрная ладья · f2 белая пешка · g2 чёрный король | 2 |
| 1 | a8 белый король · b8 чёрный конь · d8 белый конь · a7 белый слон · h7 чёрная пешка · d5 чёрная ладья · f2 белая пешка · g2 чёрный король | a8 белый король · b8 чёрный конь · d8 белый конь · a7 белый слон · h7 чёрная пешка · d5 чёрная ладья · f2 белая пешка · g2 чёрный король | a8 белый король · b8 чёрный конь · d8 белый конь · a7 белый слон · h7 чёрная пешка · d5 чёрная ладья · f2 белая пешка · g2 чёрный король | a8 белый король · b8 чёрный конь · d8 белый конь · a7 белый слон · h7 чёрная пешка · d5 чёрная ладья · f2 белая пешка · g2 чёрный король | a8 белый король · b8 чёрный конь · d8 белый конь · a7 белый слон · h7 чёрная пешка · d5 чёрная ладья · f2 белая пешка · g2 чёрный король | a8 белый король · b8 чёрный конь · d8 белый конь · a7 белый слон · h7 чёрная пешка · d5 чёрная ладья · f2 белая пешка · g2 чёрный король | a8 белый король · b8 чёрный конь · d8 белый конь · a7 белый слон · h7 чёрная пешка · d5 чёрная ладья · f2 белая пешка · g2 чёрный король | a8 белый король · b8 чёрный конь · d8 белый конь · a7 белый слон · h7 чёрная пешка · d5 чёрная ладья · f2 белая пешка · g2 чёрный король | 1 |
|   | a | b | c | d | e | f | g | h |   |

1. Ке6 Ле5 (1. … Лd6 2.Kf4+ и 3.С:b8) 2. Kf4+ Kpf3 3. Kd3! Лd5 4. Ke1+ Kpe2 5. Kg2 Лg5 6. Kf4+ Kpf3 7. Kh3! Лh5 8. Kg1+ Kpg2 9. Ke2 Ле5 10. Kf4+, замыкая цикл.